# Gymnogramma bernhardii
Gymnogramma bernhardii là một loài dương xỉ trong họ Pteridaceae. Loài này được Hort. mô tả khoa học đầu tiên năm 1858.
Danh pháp khoa học của loài này chưa được làm sáng tỏ. 